# Денежная реформа в России 1839—1843 годов
Денежная реформа в России 1839—1843 годов (известна как реформа Канкрина) — денежная реформа, проведённая в Российской империи в период с 1839 по 1843 год под руководством министра финансов Канкрина. Привела к созданию системы серебряного монометаллизма. Был начат обмен всех ассигнаций на государственные кредитные билеты, обменивающиеся на золото и серебро. Проведение реформы позволило установить в России стабильную финансовую систему, сохранявшуюся вплоть до начала Крымской войны.

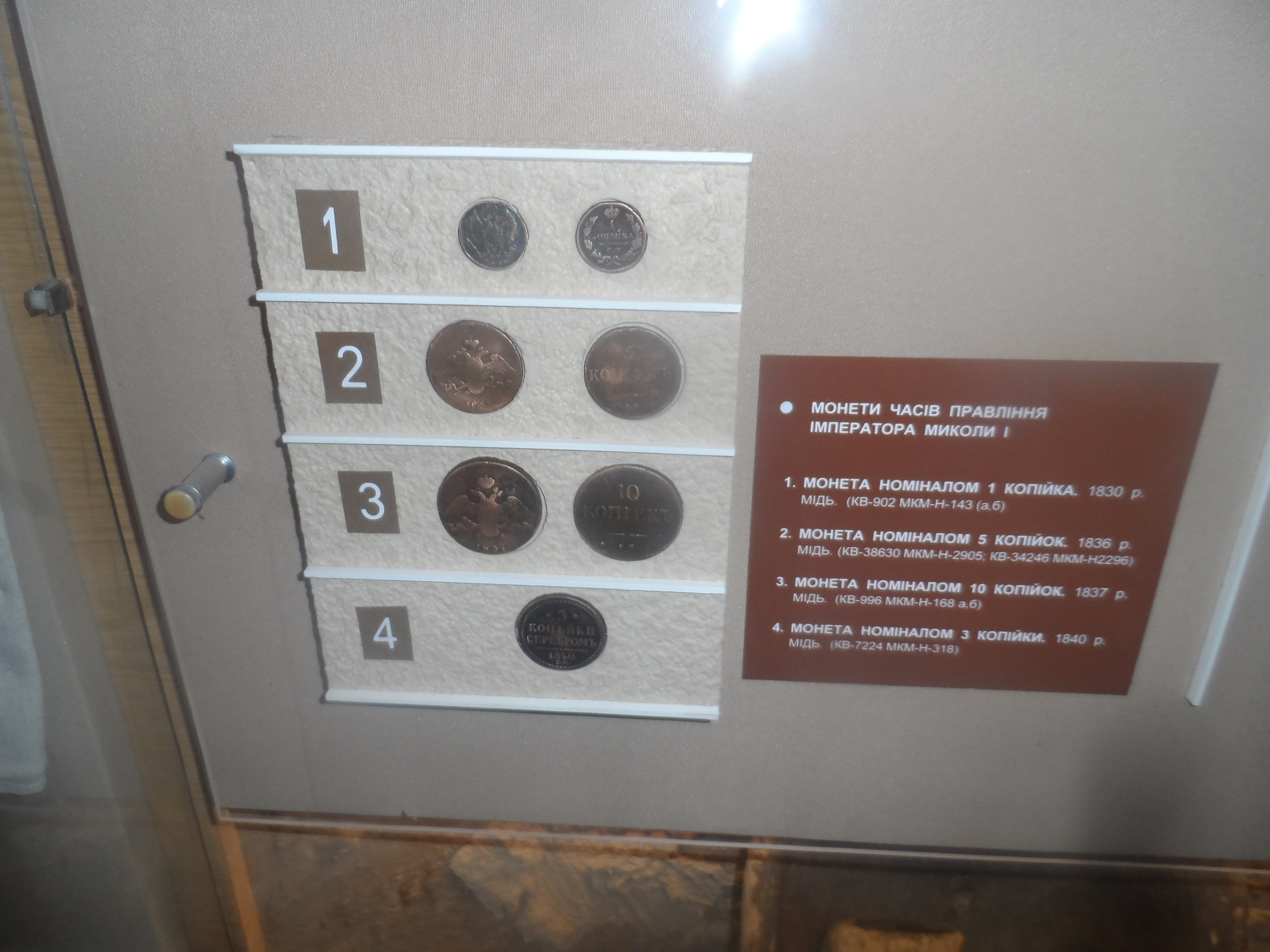
Дореформенные монеты 1830—1840 годов

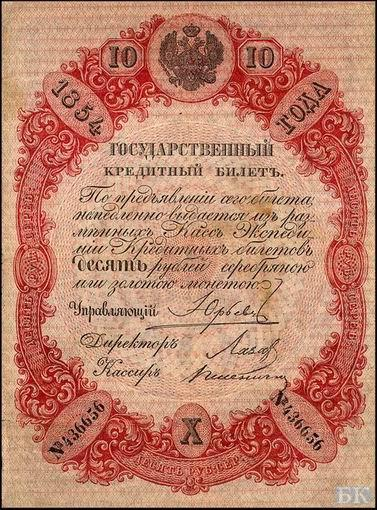
Государственный кредитный билет достоинством в 10 рублей, 1854 г.

Первый этап денежной реформы 1839—1843 гг. начался с издания 1 июля 1839 манифеста «Об устройстве денежной системы». Согласно манифесту с 1 января 1840 в России все сделки должны были исчисляться исключительно в серебре. Главным средством платежа становился серебряный рубль с содержанием чистого серебра 4 золотника 21 доля (18 г). Государственным ассигнациям, согласно первоначальному их назначению, отводилась роль вспомогательного денежного знака. Они должны были приниматься по неизменному курсу (3 руб. 50 коп. ассигнациями за серебряный рубль). Поступления в казну и выдача денег из неё исчислялись в серебряных рублях. Сами же платежи могли совершаться как в звонкой монете, так и в ассигнациях. Золотая монета должна была приниматься и выдаваться из казённых учреждений с трёхпроцентной надбавкой от её нарицательной стоимости. Таким образом, на первом этапе денежной реформы был зафиксирован фактический уровень обесценивания ассигнационного рубля.
Одновременно с манифестом был опубликован указ от 1 июля 1839 г. «Об учреждении Депозитной кассы серебряной монеты при Государственном Коммерческом банке», который объявлял билеты Депозитной кассы законным платёжным средством, обращающимся наравне с серебряной монетой без всякого ажио. Касса начала выполнять операции в январе 1840 г., она принимала на хранение вклады серебряной монетой и выдавала взамен депозитные билеты на соответствующие суммы. В период с 20 декабря 1839 по 18 июня 1841 год в соответствии с рядом сенатских указов были выпущены депозитные билеты достоинством в 3, 5, 10, 25, 50 и 100 рублей. Они изготавливались экспедицией Депозитной кассы и выпускались в обращение по 1 сентября 1843 года.
Вторым этапом денежной реформы стала эмиссия кредитных билетов сохранных казен, воспитательных домов и Государственного заёмного банка. Она осуществлялась в соответствии с манифестом от 1 июля 1841 года «О выпуске в народное обращение кредитных билетов на 30 миллионов серебром».
Принятие этого акта не рассматривалось как мероприятие по упорядочению денежного обращения, а было вызвано экономической необходимостью. В 1840 г. в средней полосе России был сильный неурожай. Началось усиленное изъятие вкладов из кредитных учреждений. Банки находились на грани банкротства. Этому в значительной мере способствовала система перманентных «позаимствований» из государственных кредитных учреждений, в силу чего они оказались не в состоянии не только открывать кредиты, но и выдавать вклады. 26 февраля 1841 года в качестве экстренной меры было принято решение об эмиссии кредитных билетов для оказания помощи государственным кредитным учреждениям и казне. Билеты свободно разменивались на серебряную монету и обращались наравне с ней.
Итак, начиная с 1841 г. в России параллельно обращались три вида бумажных денежных знаков: ассигнации, депозитные и кредитные билеты. Их экономическая сущность была различна. Ассигнации являлись средством обращения и платежа, их реальная стоимость была в четыре раза ниже номинальной. Депозитные билеты были фактически квитанциями на серебро. Они находились в обращении в размере, равном сумме вкладов, поэтому казна не имела дополнительных доходов от их эмиссии.
Кредитные билеты сохранных казен и Государственного заёмного банка находились в обращении в незначительном количестве. Они, как и депозитные билеты, должны были иметь стопроцентное покрытие серебром. Позднее правительство разрешило выдачу ипотечных ссуд кредитными билетами, частично обеспеченными металлом, но при этом, опасаясь их обесценения, сильно ограничило эти выдачи.
Незначительный выпуск, частичное обеспечение металлом, размен на звонкую монету превратили кредитные билеты в устойчивые бумажные денежные знаки.
На последнем этапе в соответствии с проектом реформы должна была произойти замена ассигнаций на депозитные билеты. Но эмиссия депозитных билетов не приносила дополнительных доходов государству. В то же время в обороте находились устойчивые бумажные денежные знаки, только частично покрытые металлом, — кредитные билеты. Их эмиссия была выгодна для казны. Поэтому правительство приняло решение о расширении выпуска в обращение кредитных, а не депозитных билетов.
В результате на третьем этапе данной реформы ассигнации и депозитные билеты были обменены на кредитные билеты. Обмен осуществлялся на основе манифеста «О замене ассигнаций и других денежных представителей кредитными билетами» от 1 июня 1843 года. Для изготовления кредитных билетов при Министерстве финансов была создана Экспедиция государственных кредитных билетов постоянным фондом звонкой монеты для размена крупных билетов. В соответствии с манифестом выпуск депозитных и кредитных билетов сохранных казен и Государственного заёмного банка прекратился. Они подлежали обмену на государственные кредитные билеты. Ассигнации были девальвированы. Они выпускались по курсу 3 руб. 50 коп. ассигнациями за 1 руб. новыми кредитными билетами. Обмен ассигнаций прекратился с 13 апреля 1851, а обмен депозитных билетов — с 1 марта 1853 года.
Депозитные и кредитные билеты 1841 г., разменные на серебро, обменивались по номиналу. Кроме того, кредитные билеты выпускались взамен вкладов золотом и серебром. Никаких других возможностей эмиссии кредитных билетов закон не предусматривал.
Размен кредитных билетов производился на серебро и на золото. Разменная касса Экспедиции государственных кредитных билетов в Петербурге была обязана осуществлять размен без ограничения, в Москве — до 3 тыс. руб. в одни руки, а в уездных казначействах — до 100 рублей.
В результате проведения реформы в России была создана система денежного обращения, при которой бумажные деньги разменивались на серебро и золото. Кредитные билеты имели на 35—40-процентное золотое и серебряное обеспечение. Законодательство в области денежного обращения, сложившееся в результате реформы Канкрина, запрещало выпуск кредитных билетов для кредитования торговли.
Денежная система, созданная в результате реформы 1839—1843 гг., обладала рядом важнейших признаков, типичных для биметаллизма:
1. Существовала свобода чеканки не только серебра, но и золота.
2. Золотые империалы и полуимпериалы чеканились с надписью «десять рублей» и «пять рублей», причём правительство стремилось закрепить с помощью законодательства стоимостное отношение между золотым и серебряным рублем. Манифест от 1 июля 1839 г. устанавливал, что «золотая монета в казну и кредитные установления принимается и из них выдается 3 % выше нарицательной её стоимости, а именно — империал в 10 руб. 30 коп. и полуимпериал в 5 руб. 15 коп. серебром».
3. Кредитные билеты были разменны не только на серебро, но и на золото. Размен этот производился «с соблюдением указанного между сими деньгами соотношения» — 103 руб. кредитными билетами обменивались на 103 руб. серебром или на 100 руб. золотом, то есть правительство стремилось закрепить за кредитным рублем не только определённое серебряное, но и золотое содержание.

Анализируя итоги проведения денежной реформы 1839—1843 гг., необходимо учитывать и следующие обстоятельства. В России в 30—40-х гг. XIX в., несмотря на развитие товарно-денежных отношений, господствовало натуральное хозяйство. Соответственно объём покупаемых предметов потребления был невелик, и деньги как средство обращения требовались в незначительных количествах. Рабочие, чиновники и другие лица, жившие на жалованье, не играли такой важной роли, как в условиях развитых товарно-денежных отношений. При сравнительно неразвитом рынке и плохих путях сообщения цены на продукты были очень низкими, а уровень промышленного развития — относительно невысоким. Товары промышленного производства, зачастую ввозимые из-за границы, приобретались небольшим кругом лиц. Денежный оборот осуществлялся преимущественно с казной. Поэтому денежная реформа, проведённая в 1839—1843 гг., обеспечила относительно устойчивое денежное обращение.
Значительный дефицит госбюджета, образовавшийся во время Крымской войны 1853—1856 гг., стал причиной эмиссии большого количества кредитных билетов. В 1854 г. правительство вынуждено было прекратить их свободный размен на золото, а в 1858 г. — на серебро. Кредитные билеты из кредитных денег, опиравшихся на государственный кредит, превратились в неразменные бумажные деньги. Денежная система, созданная в результате реформы 1839—1843 гг., перестала существовать. В России начался длительный период обращения кредитного рубля с резко колеблющимся валютным курсом.